# Annamari Dancs
Annamari Dancs (11 maart 1981, Sfântu Gheorghe/Sepsiszentgyörgy, Roemenië) is een Hongaarse zangeres afkomstig uit de Hongaarse minderheid in Transsylvanië in Roemenië. Dancs zingt vooral in het Hongaars. Haar repertoire is breed, gaande van opera via operette naar schlagers en moderne popnummers. Haar vader was muziekleraar en eigenaar van Dancs Market Records.

## Carrière
Annamari Dancs studeerde af als operazangeres aan het conservatorium van Cluj-Napoca. De laatste tien jaar was ze ook vooral succesvol als popzangeres, in de eerste plaats in Roemenië en Hongarije. Ook heeft ze opgetreden in Nederland, Zweden, de VS en Slowakije.
Dancs bracht negen albums, zeven maxi-singles en drie DVD's uit. Er bestaat een 17-tal videoclips. Op 28 januari 2012 nam Dancs met het nummer "Feel" deel aan de eerste halve finale van de Hongaarse nationale voorronde voor het Eurovisiesongfestival 2012. Ze behaalde een teleurstellende tiende en laatste plaats en kwalificeerde zich daarmee niet voor de nationale finale.

## Nummers
- Felhőkön is túl (1999)
- Szívemben élsz (2001)
- Erdélyi nosztalgia (2001)
- Te vagy az egyetlen (2002)
- Dancs Annamari 5 (2003)
- Szerelem kell (2005)
- Delicios (in het Roemeens; 2005)
- Best Of (2006)
- Egy a szívem, egy a párom (2007)
- Erdély és Nosztalgia (2010)
- Feel (2012)